# Dichrostachys paucifoliolata
Dichrostachys paucifoliolata là một loài thực vật có hoa trong họ Đậu. Loài này được (Scott-Elliot) Drake miêu tả khoa học đầu tiên.